# Sapa inca
El terme Sapa Inca (que significa « Inca principal» en quítxua), designa els emperadors de Cusco d'origen quítxua durant el període precolombí a la Serralada dels Andes
El primer Sapa Inca és mític, Manco Cápac, fundador de la capital del «Melic del món» i de la dinastia de Cusco que regnarà durant molts segles sobre un territori d'Amèrica del Sud.